# Пристанище Вльора
Пристанището на Вльора (на албански: Porti i Vlorës) е второто по големина албанско пристанище след пристанище Драч.
Осъществява фериботен трафик, предимно с отвъдморските адриатически италиански пристанища.
Пристанището планира да изгради контейнерен терминал и да бъде обособено в свободна икономическа зона.